# 68e corps d'armée (Russie)
Pour l’article homonyme, voir 68e corps d'armée allemand.
Le 68e corps d'armée (en russe 68-й армейский корпус, abrégé en 68 АК) de l'Armée de terre russe est créé en 1993 pour tenir garnison à Sakhaline et sur les îles Kouriles. Dissous en 2010, il est remis en place en 2014.

## Composition
- 18e division de mitrailleuses et d'artillerie, à Goryachi Klyuchi (ru) sur l'île d'Itouroup, avec un détachement sur Chikotan ;
  - 46e régiment de mitrailleuses et d'artillerie, sur l'île de Kounachir ;
  - 49e régiment de mitrailleuses et d'artillerie, sur l'île d'Itouroup ;
- 39e brigade de fusiliers motorisés de la Garde, à Ioujno-Sakhalinsk[1].

La 18e division est une grande unité dont la mission est de défendre des fortifications sur les îles de l'Extrême-Orient russe contre une hypothétique attaque japonaise, d'où son nom : 18-я пулемётно-артиллерийская дивизия.
L'amiral de la flotte du Pacifique a sous ses ordres, en plus du 68e corps, la 155e brigade d'infanterie navale (à Vladivostok), la 40e brigade d'infanterie navale (à Petropavlovsk-Kamtchatski, sur la péninsule du Kamtchatka) et la 520e brigade de missiles côtiers (à Petropavlovsk).